# Étienne de Cluny
Pour les articles homonymes, voir Étienne.
Étienne ou Étienne  de Cluny (né en  Bourgogne, et mort en  1069 au Mont Cassin) est un cardinal  français du XIe siècle. Pierre Damien l'appelle « défenseur de l'Église romaine ». Étienne était à l'origine un moine de l'ordre de Cluny.

## Biographie
Il alla à Rome avec le pape Léon IX, qui le créa cardinal-prêtre lors d'un consistoire vers 1049. Son titre n'est pas connu. Le pape Étienne IX  l'envoya en 1058 comme légat à Constantinople avec le cardinal Mainardo. Comme légat en France il présida en 1060 un concile  à Vienne, et en 1067, dans un concile tenu à Saumur, il excommunia Geoffroy le Barbu, comte d'Anjou, accusé de violences contre le clergé, et investit à sa place son frère Foulques le Réchin.
Étienne était présent à l'élection des papes Nicolas II (à Rome) et Alexandre II (à Sienne). Pendant le pontificat du premier, il fut légat auprès du roi de Germanie Henri IV (et de sa mère la régente Agnès d'Aquitaine).